# Nova Santa Rita (kommun i Brasilien, Rio Grande do Sul)
Nova Santa Rita är en kommun i Brasilien.   Den ligger i delstaten Rio Grande do Sul, i den södra delen av landet, 1 600 km söder om huvudstaden Brasília. Antalet invånare är 22 706. Arean är 218 kvadratkilometer.
Terrängen i Nova Santa Rita är platt.
Omgivningarna runt Nova Santa Rita är huvudsakligen savann. Runt Nova Santa Rita är det mycket tätbefolkat, med 1 266 invånare per kvadratkilometer.